# Mario Frangoulis
Mários Frangoúlis (grec moderne : Μάριος Φραγκούλης), connu à l’étranger sous le nom de Mario Frangoulis, né le 18 décembre 1966 en Rhodésie (auj. le Zimbabwe), est un célèbre ténor grec. Sa chanson la plus connue est Vincero Perdero.

## Biographie
Natif de Rhodésie, il déménage en Grèce à l'âge de quatre ans pour y être élevé par sa tante et son oncle. Mario découvre très jeune son talent pour la musique. Il a fait partie d'une chorale en tant que ténor principal à l'âge de huit ans et à onze ans, il enregistre le rôle d'Isaaca dans l'opéra d'Andrew Lloyd Webber, Joseph and the Amazing Technicolor Dreamcoat. Il participe aussi à de nombreuses représentations théâtrales : à quinze ans, il joue dans Cabaret et à seize ans, il joue Tony dans West Side Story.
Pendant ce temps, durant onze ans, il étudie le violon à l'Athens Conservatorium où il obtient son diplôme en 1984. En 1980, il gagne le meilleur prix de violon, à l'âge de quatorze ans. Son éducation musicale allait être une aide précieuse plus tard, durant ses études d'opéra.
En 1985, il déménage à Londres où il suit des cours d'acteurs à la Guildhall School of Music and Drama. En 1988, il joue Puck dans Le songe d'une nuit d'été à la suite duquel il reçoit de très bonnes critiques avant de terminer sa dernière année en collaboration avec la Royal Shakespeare Company au festival d'Arundel. Cameron Mackintosh (producteur du Le Fantôme de l'Opéra, des Misérables, de Cats...) le repère lorsqu'il joue dans l'opéra très récompensé Orlando (de Vivian Ellis) où il joue le rôle principal. Après une audition, il lui offre le rôle romantique de Marius dans la production Les Misérables au Palace Theatre. Il y joue pendant un an, de 1988 à 1989. La comédie musicale est dirigée par Trevor Nunn, un Britannique très respecté. Après le succès des Misérables, il part en Italie où il étudie avec le ténor Carlo Bergonzi à l'Académie de Verdi à Busseto (la ville natale de Verdi) ; il obtiendra son diplôme six mois après. En Italie, il rencontre le célèbre ténor Alfredo Kraus et il devient son élève particulier, le suivant partout dans le monde pour apprendre de lui pendant plus d'un an. En 1991, il est invité par Sir Andrew Lloyd Webber à interpréter le rôle de Raoul dans Le Fantôme de l'Opéra au Her Majesty's Theatre, dirigé par Harold Prince.
Dans la période 1992-1995, il part à New York pour poursuivre ses études d'opéra avec Dodi Protero. En 1992, il gagne la bourse Onassis qui lui permet de continuer ses études. En 1993, il chante au Athens Music Concert Hall dans un opéra dédié à la mémoire de Maria Callas. En 1994, il finit finaliste dans la Compétition Internationale lancée par Luciano Pavarotti.  À son retour à Londres en 1995, Mario Frangoulis est invité à tenir le rôle de Lun-Tha dans la comédie musicale Anna et le Roi de Rodgers et Hammerstein durant quelques représentations au Festival de Covent Garden. Le Times, le Guardian et d'autres journaux salueront son talent. Il joue à nouveau Lun-Tha dans une version jouée avec le BBC Symphony Orchestra avec Barbara Cook en 1996, dirigé par Wally Harper. Durant l'été 1996, il fait ses débuts à l'ancien amphithéâtre de Herod Atticus, sous l'Acropole d'Athènes, lors d'une soirée dédiée à la mémoire de Leonard Bernstein avec L'Orchestre des Couleurs, une symphonie créée par le talentueux compositeur grec, Manos Hatzidakis. Il y chante des extraits de West Side Story, Candide, Our Town... Il retourne dans cet ancien théâtre les 4 et 5 septembre de la même année et commence sa collaboration avec le très célèbre compositeur grec, Yannis Markopoulos. Il chante la chanson phare de l'Orpheus Liturgy, un oratorio diffusé sur une grande chaîne de télévision grecque. Il interprétra à nouveau cette chanson trois fois en 1999. Pendant ce temps, durant la même année 1996, il rejoue à nouveau Marius dans Les Misérables au Palace Theatre, à Londres.
En février 1997, à cause de la grave maladie de sa mère, il interrompt sa carrière internationale et retourne dans son pays natal où il devient très populaire. Il reçoit d'excellentes critiques dans les salles d'Athènes pour ses rôles comme Billy Kracker dans Happy End ou dans la comédie d'Aristophane The Birds. En septembre 1997, on lui offre le rôle de Danny Zouko dans la comédie musicale Grease, dirigée par David Gilmore. C'est un nouveau succès critique et publique. La même saison, il apparaît dans des shows dans la célèbre salle de concert Iera Odos, avec la star grecque Georges Dalaras. Il y chante en grec, en italien et en espagnol : la comédie musicale fait le tour de Grèce et d'Europe et sort même en CD. Des représentants de Sony Music l'écoute chanter et lui font rencontrer Peter Gelb, le directeur de Sony Classical: il signe un contrat exclusif qui lui permet de commencer une véritable carrière internationale.
Durant le printemps 1999, il fait son premier show en solo, toujours dans la salle de concert Iera Odos. Il collabore notamment avec Deborah Myers. L'été suivant, il se produit en tournée en Grèce et à Chypre, chantant devant de 2 000 à 10 000 personnes. Il est alors accueilli à l'Attikón à Athènes. Son premier album, Fengari Erotevmeno, est un succès immédiat et l'album devient platine en deux ans, en Grèce et à Chypre.
Durant l'été 2000, il rejoue Tony dans West Side Story à la prestigieuse Scala Opera House à Milan.
Sa carrière internationale débute en 2002 avec l'album Sometimes I dream qui contient un répertoire de chansons méditerranéennes très variées : de la pop, du rock, des chansons de films, de l'opéra... En 2004, Mario Frangoulis apparaît dans De-Lovely, un film sur la vie de Cole Porter, où il chante en duo avec Lara Fabian. La chanson s'intitule So in love et figure sur l'album de la bande originale. Son album suivant, Follow your Heart reprend la même recette que Sometimes I dream, sortira en 2005.
En 2008, il forme pour projet de reprendre la chanson Tu es mon autre de Lara Fabian et Maurane, en duo avec un autre chanteur grec Giorgos Perris, en français et en grec.